# リュートを弾く自画像
『リュートを弾く自画像』（リュートをひくじがぞう、蘭: Zelfportret met luit、英: Self-Portrait Playing the Lute）は、オランダ黄金時代の画家ヤン・ステーンがキャンバス上に油彩で制作した自画像である。画家の最も創造的なハールレム滞在時代の1663-1665年ごろに描かれた。作品はアムステルダム、デン・ハーグ、ロンドンの所有者を経た後、1929年にハインリヒ・ティッセン男爵のコレクションに入り、現在、マドリードのティッセン＝ボルネミッサ美術館に所蔵されている。

## 作品

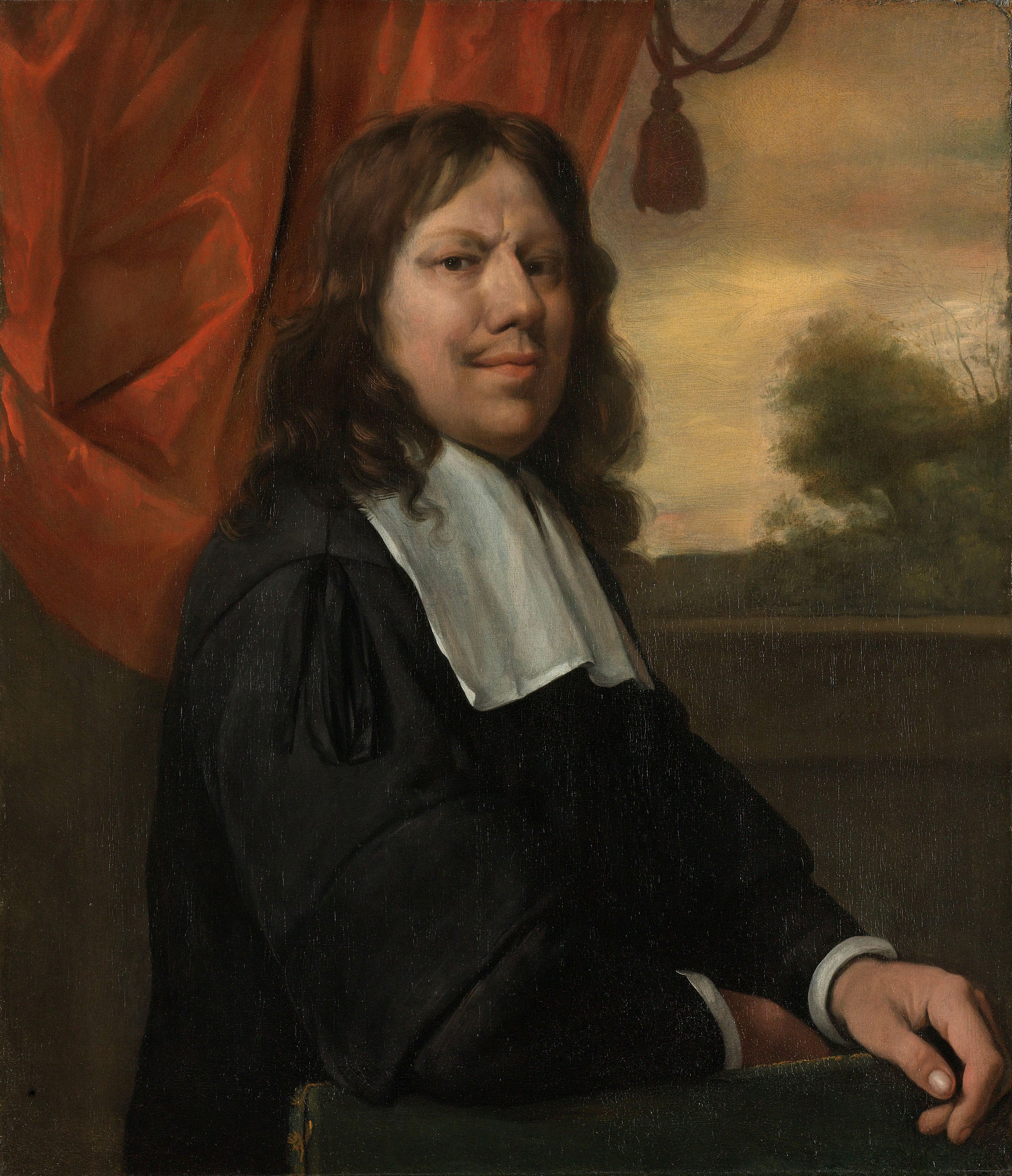
ヤン・ステーン『自画像』 (1670年ごろ)、アムステルダム国立美術館

ステーンはアムステルダム国立美術館蔵の『自画像』に加え、『怠け者』 (エルミタージュ美術館、サンクトペテルブルク) などいくつかの作品でも自画像を描き入れた。本作で、彼はフランス・ハルスの影響を示しており、それは身体のポーズならびに画面を生き生きとさせている絵具のタッチに見て取れる。ステーンは、満足げであると同時に皮肉な表情をしている自分自身を描いている。
衣服は、俳優が身に着けるような古めかしいスタイルのものである。いくつかの絵画で、ステーンは、このような衣服 (16世紀スペインの衣服に影響を受けている) を着ている恋人たちを描いている。この絵画の構図と設定はシンプルなもので、色彩も同様である。すなわち、ステーンは、オリーブ・グリーンと、異なる布、木、タイルの床を描くために用いている幅広い色調の茶色に重きを置いている。
チェーザレ・リーパの図像学辞典『イコノロギア』にしたがい、本作『リュートを弾く自画像』は四体液説中の多血質と関連づけられている。リーパの解釈によれば、リュートは、画中の蓋をした水差しやテーブル上の本とともにステーンを幸福に笑う姿で表現するのにふさわしい。一方で、芸術家は伝統的に憂鬱の気質とされているのである。